# Стихии
„Стихии“ (на английски: Elemental) е американска компютърна анимация от 2023 г., продуцирана от „Уолт Дисни Пикчърс“ и „Пиксар Анимейшън Студиос“ и се разпространява от „Уолт Дисни Студиос Моушън Пикчърс“. Режисьор е Питър Сон, сценарият е на Джон Хобърг, Кат Ликел и Бренда Хуе, продуциран е от Денис Рийм, музиката е композирана от Томас Нюман, и озвучаващия състав се състои от Лия Луис, Мамуду Ати, Рони дел Кармен, Шила Оми, Уенди Маклендън-Коуви, Катрин О'Хара, Мейсън Уъртхаймър, Джо Пера и Мат Янг Кинг.
Историята на филма е вдъхновена от детствтото на Сон, който емигрира в Ню Йорк Сити със семейството си през 1970-те години на 20-ти век. Също така е вдъхновен от игралните филми „Познай кой ще дойде на вечеря“ (1967), „Лунатици“ (1987), „Имате поща“ (1998) и „Невероятната съдба на Амели Пулен“ (2001).
Филмът дебютира във филмовия фестивал във Кан на 27 май 2023 г., и излиза по кината в Съединените щати на 16 юни във формати RealD 3D, 4DX и Dolby Cinema. Той е номиниран за множество награди, включително „Оскар“, БАФТА и „Златен глобус“ за най-добър анимационен филм.

## Сюжет
Филмът разказва историята на огнената стихия Лумна и водната стихия Лей, които живеят в града Стихиопол.

## Актьорски състав
- Лия Луис – Лумна, огнена стихия.
  - Клара Лин Динг – Лумна като малка
  - Рийгън То – Лумна като тийнейджър[8]
- Мамуду Ати – Лей Фонтана, водна стихия.
- Рони дел Кармен – Оги, баща на Лумна и съпруг на Искра.
- Шила Омен – Искра, майка на Лумна и съпруга на Оги.
- Мейсън Уъртхаймър – Торф, малка земна стихия и съсед на Лумна.[9]
- Уенди Маклендън-Коуви – Буря Нимбус, въздушна стихия и шефка на Лей.[9][8]
- Катрин О'Хара – Бистра Фонтана, майка на Лей.[9]
- Ронобир Лахири – Въртоп Фонтана, брат на Бистра, и чичо на Лей и Прилив.[8]
- Уилма Бонет – Жежка, съседка на семейство Лумен, която редовно посещава „Камината“.[8]
- Джо Пера – Папрат
- Мат Янг Кинг:
  - Прилив, брат на Лей и съпруг на Еди.
  - Фуш, въздушен играч на еърбол[8]
  - Земен мъж
- Джеф Лапенси – Клиент с бенгалски огън[8]
- Джонатан Адамс – Жежко, която редовно посещава „Камината“.[8]
- Пи Ел Браун – Портиер[8]
- Инсънт Екакитие – Марко и Поло, племенниците на Лей.
- Криста Гонзалес – Еди Рипъл, съпруга на Алън, и снаха на Лей.
- Ейва Кей Хаусър – Лейки Рипъл, роднина на Лей и Прилив.
- Мая Аоки Тътъл – Бликна, гадже на Лейки.

Допълнителните гласове във филма включват Дилън Бучиери, Асаф Коен, Джесика ДиКико, Тери Дъглас, Карън Хюи, Ариф Кинчън, Остин Мадисън, Кол Маси, Скот Менвил, Алиша Мълали, Фред Таташор, Кари Уолгрън и Секунда Ууд.

## Производство

### Разработка
На 16 май 2022 г. „Пиксар“ анонсира под заглавието „Стихии“, в който сюжетът се разказва за класическите елементи – огън, вода, въздух и земя.

### Сценарий
Креативния консултант на „Мей Червената панда“ – Бренда Хуе, е наета да напише сценария.
За езика на огнените стихии, Дейвид Дж. Питърсън, който конструктира езици за „Игра на тронове“ и „Дюн“, той създаде Firish, който е базиран на огнените звуци, които са част от семейството на Лумна.

### Кастинг
На 9 септември 2022 г. по време на презентацията в D23 Expo, е съобщено, че Лия Луис и Мамуду Ати са избрани да озвучат главните герои във филма.
Когато пълният трейлър е пуснат на 28 март 2023 г., част от членовете на актьорския състав са обявени, включително Рони дел Кармен, Шила Оми, Уенди Маклендън-Коуви, Катрин О'Хара, Мейсън Уъртхаймър и Джо Пера.

## Премиера
„Стихии“ дебютира извън конкуренцията на филмовия фестивал във Кан на 27 май 2023 г., и ще е последван със световна премиера във фестивал „Трибека“ на 10 юни 2023 г. Премиерата на филма ще се състои на 12 юни 2023 г. в Австралия, и излиза по кината от „Уолт Дисни Студиос Моушън Пикчърс“ в Съединените щати на 16 юни 2023 г.

### Стрийминг и домашна употреба
Walt Disney Studios Home Entertainment пусна филма за дигитално изтегляне на 15 август 2023 г., а след това е издаден на Ultra HD Blu-ray, Blu-ray, и DVD на 26 септември 2023 г. Той е пуснат в стрийминг платформата Дисни+ на 13 септември 2023 г., заедно с документалния филм за създаването му – Good Chemistry: The Story of Elemental.

## Награди и номинации
| Награда                              | Дата на церемонията | Категория                                       | Номиниран(и)               | Резултат  |
| ------------------------------------ | ------------------- | ----------------------------------------------- | -------------------------- | --------- |
| Hollywood Music in Media Awards      | 15 ноември 2023 г.  | Най-добра оригинална музика за анимационен филм | Томас Нюман                | номинация |
| Hollywood Music in Media Awards      | 15 ноември 2023 г.  | Най-добра оригинална песен за анимационен филм  | Steal the Show             | номинация |
| Златен глобус                        | 7 януари 2024 г.    | Най-добър анимационен филм                      | Най-добър анимационен филм | номинация |
| Изборът на критиците                 | 14 януари 2024 г.   | Най-добър анимационен филм                      | Най-добър анимационен филм | номинация |
| Сатурн                               | 24 февруари 2024 г. | Най-добър анимационен филм                      | Най-добър анимационен филм | номинация |
| Награди на филмовата академия на САЩ | 10 март 2024 г.     | Най-добър анимационен филм                      | Питър Сон                  | номинация |

## В България
В България филмът излиза по кината на същата дата от „Форум Филм България“ на 2D и 3D.